# مسجد القرطاوية

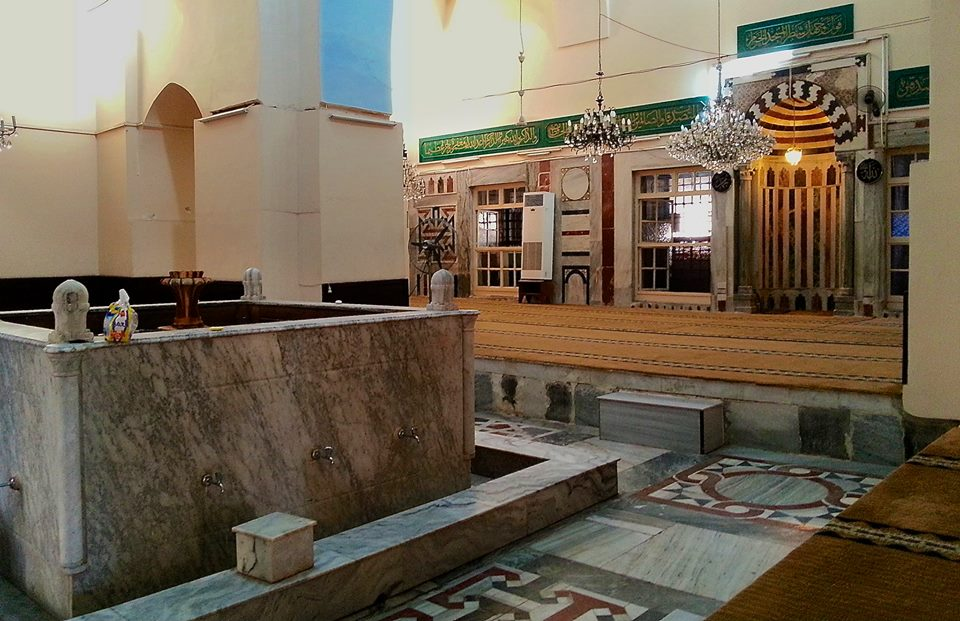
المدرسة القرطاوية من الداخل

مسجد القرطاوية أو المدرسة القرطاوية، واحدة من المدارس التاريخية في طرابلس ولبنان، وتماثل المدارس الموجودة في الشام ومصر. تقع في منطقة النوري، أنشئت في فترة حكم مؤسسها الأمير شهاب الدين قرطاي 716 – 726 هـ / 1316 – 1326 م.

## الديكور المعماري
عُرف هذا النوع من الديكور القديم بـ تقنية الأبلق (و هو نوع من الفنون الهندسية الإسلامية التي كانت تتسم بها العمارة في بلاد الشام ومصر، حيث يدخل فيها الحجر الأبيض مع الأسود، وكانت تركب فوق أبواب القاعات أو في داخلها).
كتب على الساكف (أعلى الباب) بخط النسخ: الآيتين القرآنيتين 45-47 من سورة الحجر:
﴿إِنَّ الْمُتَّقِينَ فِي جَنَّاتٍ وَعُيُونٍ ۝٤٥ ادْخُلُوهَا بِسَلَامٍ آمِنِينَ ۝٤٦ وَنَزَعْنَا مَا فِي صُدُورِهِمْ مِنْ غِلٍّ إِخْوَانًا عَلَى سُرُرٍ مُتَقَابِلِينَ ۝٤٧﴾ [الحجر:45–47]

## الأهمية التاريخية
تعد هذه المدرسة التي تقع على الضفة اليسرى لنهر أبو علي أكبر مدرسة تعود العصر المملوكي بمدينة طرابلس، وهي واحدة من بين الست مدارس (الشمسية-المشهد-الناصرية-خيرية حسن –النورية) التي تشكل مجموعة كاملة حول المسجد المنصوري الكبير، والتي ايضاً ترتبط به بواسطة الجدار الشرقي الذي يضم أحد الابواب وهو يفتح عند صلاة الجمعة للمصلين.
بوابة المدرسة: يحيط بالبوابة عامودين أعيد استخدامهما من مبنى قديم. كما تحتوي على حنية ترتكز على ثلاثة مداميك من المقرنصات، التي يوجد في داخلها نقش نجوم وازهار، والتي تعتبر من أبرز علامات فنون العمارة عند المماليك. كما يلاحظ وجود قرص الشمس في وسط المقرنصات. أما القنطرة التي تحيط بالحنية، فتحتوي على نموذج ذات شكل ماسي يعود إلى العصر الصليبي؛ مما يشير إلى ان البنائين قد مزجوا الكثير من الأساليب الهندسية في هذه التحفة المعمارية.
يعلو باب المدخل عتبة، في أعلى السقف الرخامي لمدخل البناية يبرز قوس داعم ذو صنجات مفصصة ومزدوجة اللون يعلوه مربع يحمل بداخله تشبيكات تلتف حول فتحة مستديرة من الرخام الملون (أسود وأبيض وأحمر). تحيط بهذا الباب عدة نوافذ اثنتان منها في الجهة الغربية أغلقت بشمسيات رخامية تحمل أشكالا هندسية معقدة.

## المحتويات
الفناء: ويؤدي هذا المدخل مباشرة إلى الفناء تتوسطه نافورة كبيرة مستطيلة الشكل تحتل جزءا كبيرا من فضائه، في الداخل غطي المحراب وجدار القبلة والأرضية بالرخام الملون الذي استعملت في زخرفته أحيانا تقنية الأبلق. حظي هذا النوع من الزخرف المتأثر بالعمارة البيزنطية باهتمام كبير في سوريا على عهد الأيوبيين، واستمر كذلك تحت حكم المماليك في مصر كما في الشرق الأوسط برمته.
يؤدي الباب إلى باحة مركزية يتوسطها حوض يستخدم للوضوء. وتغطي هذه الباحة قبة على مثلثات في وسطها فانوس مضيء. كما يحيط بها إيوانين خصصا على الأرجح للدراسة كما جرت العادة في مختلف المدارس القرآنية في طرابلس. أما قاعة الصلاة الواقعة إلى جهة الجنوب، فهي مغطاة بأقبية متقاطعة وبقبة مركزية ذات شكل بيضاوي صممت على اسطوانة. أما تحفة المدرسة فهي المحراب الذي يقع بين نوافذ جدار القبلة -وهو على الأرجح- واحد من أجمل محاريب مدارس طرابلس. يحيط به عامودين ذات تاجين مميزين، وتغطي جدرانه وحنيته تلبيسة من الرخام ذات طابع مملوكي.
الحائط الجنوبي: تتميز واجهة جدارها الجنوبي بالكتابات حيث نقش عليها 8 مراسيم وهي تعود لسنوات 826 هـ / 1423 م و910 هـ / 1504 م تعلن عن بعض الضرائب، وإلغاء أخرى، وأسماء الخلفاء الراشدين والصحابة المبشرين بالجنة، مع «رنك» (شعار) الأمير والزخارف البديعة، كما نقشت آية قرآنية 18 من سورة التوبة.
إِنَّمَا يَعْمُرُ مَسَاجِدَ اللَّهِ مَنْ آمَنَ بِاللَّهِ وَالْيَوْمِ الْآخِرِ وَأَقَامَ الصَّلَاةَ وَآتَى الزَّكَاةَ وَلَمْ يَخْشَ إِلَّا اللَّهَ ۖ فَعَسَىٰ أُولَٰئِكَ أَنْ يَكُونُوا مِنَ الْمُهْتَدِينَ.
-من خلال تصميمها وبنيتها الحجرية وزخارفها الرخامية تنتمي المدرسة القرطاوية إلى فن العمارة المملوكي بسوريا ويبرز ذلك من خلال منظومة زخرفية مماثلة لأبنية أخرى بمدينة طرابلس: كالمدرسة البرطاسية، ومسجد طينال. إلا أنها تنفرد بمميزات خاصة كالقوس المفصص الصليبي والنورماندي الأصل. حيث نجد له أمثلة كثيرة بإنجلترا وصقلية وأيضا في الأناضول ولبنان كقاعة التعميد بكنيسة القديس يوحنا في جبيل (القرن الثاني عشر ميلادي)، وكأبنية مملوكية أخرى كثيرة. إلا أن النوافذ المغلقة بالشماسيات تحيل أكثر على الفترة الأموية حيث تذكر بجامع دمشق. ولقد أعيد استعمال عناصر كثيرة من الأبنية القديمة كما كان الحال بالنسبة لمعالم إسلامية كثيرة خاصة ببلاد الشام (سوريا، لبنان، فلسطين الأردن)